# Truetype Open
Truetype Open (ofta skrivet som TrueType Open) är en utvidgning av fontformatet Truetype, utvecklad av Microsoft 1994, och lanserad med Windows 95. Truetype Open är inte ett eget, nytt fontformat, utan det fungerar under alla Truetype-kompatibla Windows-versioner. Dock fungerar ej de nya funktionerna i äldre Windows-versioner. Redan 1996, året efter lanseringen, meddelade Microsoft och Adobe att de gemensamt skulle utveckla ett nytt fontformat. Det nya formatet, kallat ”Truetype Open v. 2” lanserades sedermera som Opentype. Det nya i Opentype, jämfört med Truetype Open (v. 1), är framför allt att en font kan innehålla såväl Truetype- som Postscript-konturer, samt att det är plattformsoberoende.
Truetype Open innehåller tabeller som hanterar bl.a. kopplingen mellan tecken och glyfer, och hur glyfer ersätter teckensekvenser. Exempel på detta är ligaturer, där två eller flera tecken ersätts med en ligatur-glyf. Andra tabeller hanterar positionella variantglyfer, till exempel initiala, mediala och finala varianter i arabiska. För kinesiska och japanska finns tabeller för vertikalt textflöde.
Dessa tabeller återfinns i Opentype-formatet. För båda formaten gäller dock att det program man arbetar med måste ha stöd för de olika tabellerna för att de skall fungera. Stödet för detta har ökat markant de senaste åren, sedan Opentype har blivit ett etablerat format också inom den grafiska branschen. Innan Opentype lanserades, var det få program som automatiskt genererade typografiska ligaturer, såsom Adobe Indesign och Quarkxpress 7 m.fl. gör.
Typsnitt i Truetype Open-format började lanseras, liksom formatet självt, med Windows 95. Störst nytta av detta kunde de dra, som använde Windows 95 till exempel på arabiska eller japanska.